# Hamza

Hamza (ء).

La hamza (en àrab, همزة), o ء, és un grafema auxiliar de l'alfabet àrab que representa l'oclusió glotal [ʔ] o tall de veu. En altres paraules, la hamza serveix per a marcar un tall sobtat de l'articulació de la veu, una característica de les llengües semítiques. En la romanització de l'àrab, se sol representar amb el símbol ʾ (anomenat 'semicercle superior dreta'), o en defecte d'això s'usa com a substitut un simple apòstrof ('). La hamza no es considera una de les 28 lletres de l'alifat, i deriva de la lletra gutural ع, la qual es transcriu amb un ʿ ('semicercle superior esquerra').
En alguns casos, com per exemple a l'aplicació Duolingo, es transcriu per mitjà d'un número 2.

## Història
La hamza no és una de les 28 lletres autèntiques que componen l'alfabet o alifat, i deu la seva existència a les inconsistències ortogràfiques històriques dels primers temps de l'Islam. Als alfabets fenici i arameu, dels quals procedeix l'àrab, l'oclusió glotal era expressada per l'àlef i en l'àrab per l'àlif. Tanmateix, la lletra àlif s'emprava tant per a representar l'oclusió glotal com una vocal a llarga. Per indicar que es volia representar una oclusió glotal i no només una vocal, s'afegí la hamza com un signe diacrític sobre l'àlif: 

## Ús ortogràfic
La hamza es pot escriure sola o amb una lletra, i en aquest cas es converteix en un signe diacrític.
- Sola (ء): La hamza s'escriu sense suport quan és últim grafema de paraula i va precedida de consonant o vocal llarga, o dins de paraula si va precedida de /a:/ i en la seqüència /o:ʾat/. Ex.: بَدْء, badʾ, «inici»; شَاءَا, šāʾā, «tots dos van voler»; مَقْرُوءَة, maqrūʾatu, «llegida».[1]

- Combinada amb una lletra:
  - Sobre o sota álif (أ i إ): Sempre quan la hamza, que sovint s'omet, és el primer grafema de la paraula. Ex.: أَب, ʾab, «pare»; إِن, ʾin, «si»; أُمّ, ʾumm, «mare». El suport és també álif quan en l'entorn vocàlic hi ha només /a/. Ex.: رَأْس, raʾs, «cap»; مَسْأَلة, masʾala, «qüestió».[1]
  - Sobre wāw (ؤ): Quan en l'entorn vocàlic sol hi ha /o/ i /a/. Ex.: رَؤُوف, raʾūf, «compassiu»; رُؤَسَاء, ruʾasāʾ, «presidents».[1]
  - Sobre jāʾ (ئ): Quan la hamza va precedida o seguida de /i/ o precedida de /j/.[nota 1] Ex.: بِئَر, biʾar, «pou»; أَفْئِدة, ʾafʾida, «cors»; سُئِل, suʾil, «va ser preguntat»; مِئُون, miʾūn, «centenars»; رَئِس, raʾis, «president».[1]
- Segons l'IEC, les normes de transcripció són:[2]
  - Inicial. No es transcriu.
  - Inicial. Pot trascriure's quan convé distingir-la de la alif wasla.
  - Altres posicions <'>
  - Amb àlif, ja o waw, no es transcriu.